# Lago Oberalpsee
O Lago Oberalpsee é um lago localizado abaixo do Passo de Montanha Oberalp, cantão de Uri na Suíça.